# Keno Machado
Keno Marley Machado (* 11. Juli 2000 in Sapeaçu, Bahia) ist ein brasilianischer Boxer.

## Karriere
Er wurde 2016 Brasilianischer Juniorenmeister im Halbweltergewicht sowie 2017 und 2018 Brasilianischer Jugendmeister im Mittelgewicht.

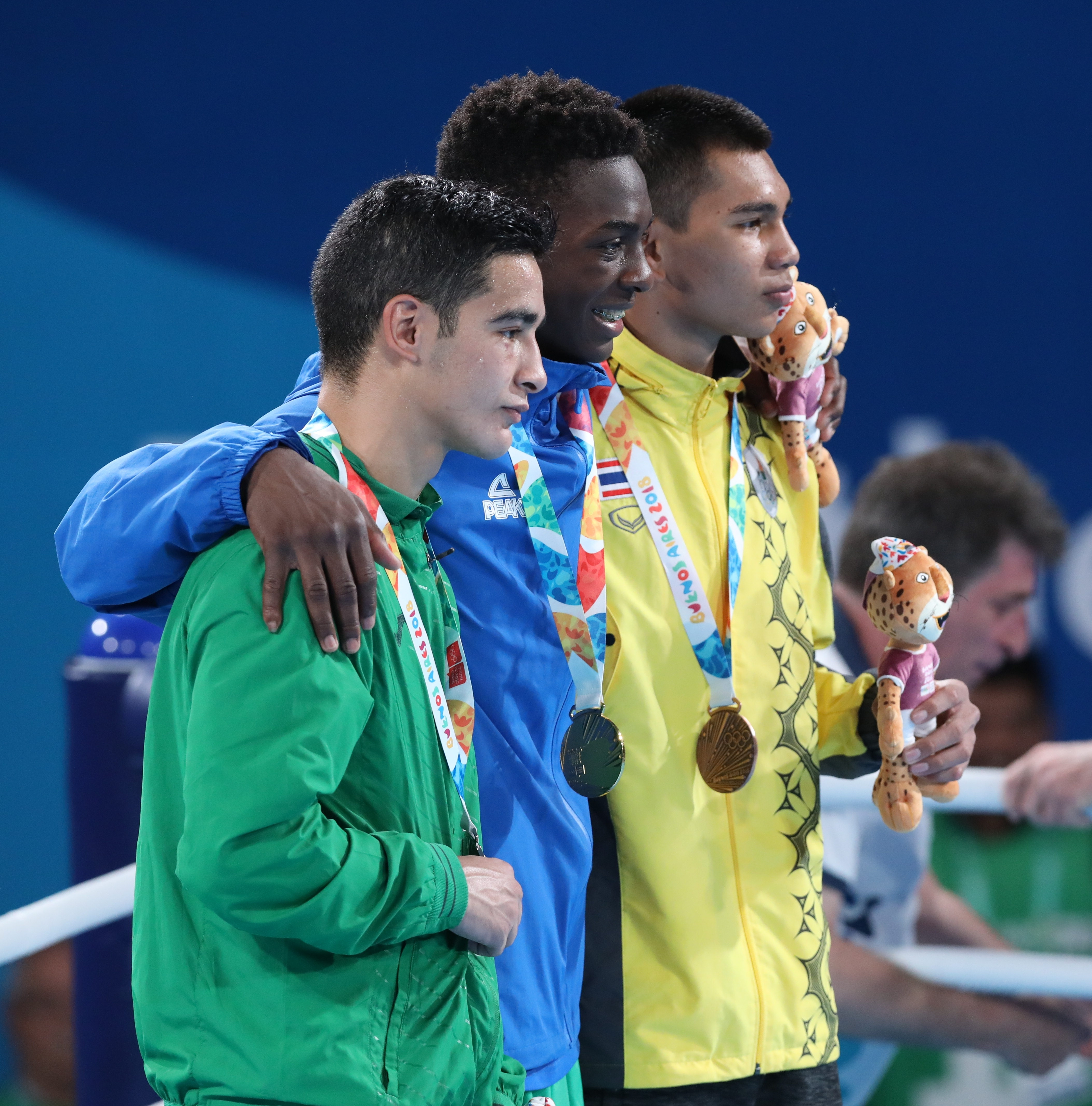
Machado (Mitte) mit Farid Douibi (links) und Weerapon Jongjoho (rechts) bei der Siegerehrung der Olympischen Jugendspiele

2018 gewann er die Jugend-Panamerikameisterschaften in Colorado Springs. Mit dem Erreichen des Viertelfinales bei den Jugend-Weltmeisterschaften 2018 in Budapest qualifizierte er sich für die Olympischen Jugend-Sommerspiele 2018 in Buenos Aires, wo er die Goldmedaille im Mittelgewicht erkämpfte.
Bei den Panamerikanischen Spielen 2019 in Lima unterlag er erst im Finale des Halbschwergewichts gegen den Olympiasieger und vierfachen Weltmeister Julio César La Cruz und startete bei den Weltmeisterschaften 2019 in Jekaterinburg, wo er im Achtelfinale gegen den späteren Goldmedaillengewinner Beksad Nurdäuletow ausschied.
Aufgrund seiner Ranglistenplatzierung erhielt er einen Startplatz bei den Olympischen Spielen 2020 in Tokio, wo er beim Kampf um den Einzug in das Halbfinale mit 2:3 gegen den späteren Silbermedaillengewinner Benjamin Whittaker unterlag.
Bei den Weltmeisterschaften 2021 in Belgrad erreichte er mit Siegen gegen Bek Nurmaganbet, Kim Hyeong-kyu, Sebastian Viktorzak und Victor Schelstraete das Finale des Cruisergewichts, wo er mit 2:3 gegen Loren Alfonso verlor und Vizeweltmeister wurde.
2022 gewann er die Panamerikameisterschaften in Guayaquil. Bei der Weltmeisterschaft 2023 in Taschkent siegte er gegen Andrei Zaplitnî und Alaa Ghoussoun, ehe er im Viertelfinale gegen den späteren Weltmeister Muslim Gadschimagomedow ausschied. Bei den Olympischen Sommerspielen 2024 in Paris unterlag er im Viertelfinale gegen Lazizbek Mullajonov.